# Bestevaer (schip, 1879)
De Bestevaer was een Nederlands vrachtschip van de rederij Phs. van Ommeren uit Rotterdam. Het schip werd in 1879 gebouwd door de Britse scheepswerf J. Laing in Sunderland.
Het schip was tijdens de Eerste Wereldoorlog op weg van Londen naar Rotterdam, toen het tot zinken werd gebracht door de Duitse onderzeeboot UC 21. Tijdens de aanval van de UC 21, op 4 juli 1917, voer de Bestevaer voor de ingang van de Nieuwe Waterweg. Als gevolg van de aanval kwamen acht van de achttien opvarenden om het leven, waaronder de kapitein van het schip, H. de Kok.